# Питер Кингдом вас не бросит

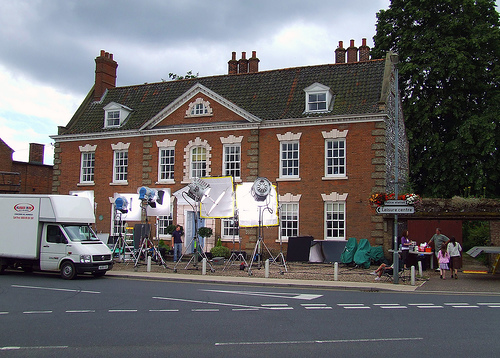
Одна из съёмочных площадок сериала

«Кингдом» (англ. Kingdom) — телесериал британского телеканала ITV, выходивший в 2007—2009 годах. Рассказывает о жизни адвоката Питера Кингдома, живущего в вымышленном городке Маркет Шипборо (англ. Market Shipborough) в Норфолке и занимающегося маленькими делами местных жителей. Однако каждое такое дело таит в себе массу загадок.

## Сюжет
В центре сюжета юридическая контора местного адвоката Питера Кингдома, любящего своих клиентов и творчески подходящего к каждому пустяковому вопросу. И даже таинственная гибель родного брата, преследуемого мафией, Кингдому не помеха — он трудится на благо общества, изредка позволяя себе небольшие поблажки, например, в виде прогулки к морю на хорошем авто.

## В ролях
- Стивен Фрай — Питер Кингдом

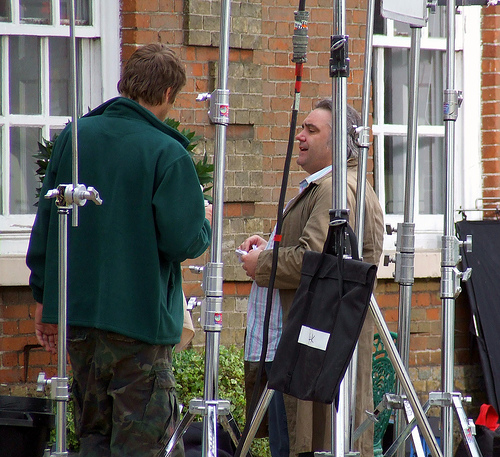
Тони Слэттери (справа) во время съёмок сериала

- Гермиона Норрис — Беатрис Кингдом, эксцентричная сестра
- Доминик Мафэм — Саймон Кингдом, пропавший брат с тёмным прошлым
- Карл Дэвис — Лайл Андерсон, юный помощник Питера Кингдома
- Селия Имри — Глория Милингтон, строгая делопроизводительница
- Филлида Ло — тётя Ориел, вечно молодая тётя
- Тони Слэттери — Сидни Снелл, постоянный клиент
- Джон Томсон — Найджел Пирсон
- Томас Фишер — Тед
- Ричард Уилсон
- Пиппа Хейвуд (Pippa Haywood) - миссис Андерсон, мама Лайла
- Джеймс Фелпс(James Phelps) - Каллум Андерсон (Callum Anderson), брат Лайла, близнец Финлея
- Оливер Фелпс (Oliver Phelps) - Финлей Андерсон (Finlay Anderson), брат Лайла, близнец Каллума

Премьеру третьего сезона посмотрели 4,95 миллионов зрителей, а финал — 4,84 миллиона, в обоих случаях доля сериала составляла около 20%, а это отличный показатель
Автомобилем Питера Кингдома является красивая винтажная машина (Alvis TE 21)
Как сообщил в своём блоге исполнитель главной роли Стивен Фрай, канал ITV решил не продолжать съёмки сериала Kingdom. Официальная причина закрытия — желание ITV разнообразить свою линейку драм, но, скорее всего, закрытие связано с сокращением расходов, жертвой которого уже чуть было не стал сериал Primeval

## Примечание
1. 1 2  Kingdom закрыт. Дата обращения: 1 мая 2010. Архивировано 12 октября 2009 года.
2. ↑  Чисто английские убийства. Дата обращения: 1 мая 2010. Архивировано из оригинала 5 февраля 2012 года.